# Jennifer Padjemi
Jennifer Padjemi, née le 23 décembre 1988 au Togo, est une journaliste et écrivaine française.

## Biographie
Jennifer Padjemi naît au Togo, en 1988 d'un père d'origine béninoise et d'une mère d'origine togolaise. Elle fait des études d'information et communication à l'université de Nanterre, après une licence de médiation culturelle à la Sorbonne-Nouvelle. En 2008, elle se forme au journalisme lors d’un échange Erasmus à Madrid. Après plusieurs stages sur les plateaux de télévision (On n'est pas couché) et dans des médias généralistes, elle intègre la rédaction de BuzzFeed en 2015 et y reste jusqu'à sa fermeture. Elle est depuis 2019 journaliste indépendante et a collaboré pour de nombreux médias dont Les Inrocks, Slate, Glamour, Vanity Fair, GQ, Konbini, France Culture, le Washington Post... 
Son travail tourne principalement autour de la culture, des phénomènes de société et nouveaux usages du web, en apportant un regard critique sur ces mutations. 
Durant 2 années, de 2018 à 2020, elle anime le podcast Miroir Miroir, produit par Binge Audio. Elle y aborde les questions relatives aux corps, telles que la grossophobie, la calvitie, la pilosité ou la dépigmentation. Elle tente de déconstruire les injonctions à la beauté imposées de la société.
Elle est aussi la co-créatrice de la newsletter culturelle What's Good avec la journaliste Mélody Thomas. 
En mars 2021, son premier ouvrage, intitulé Féminismes et pop culture, est publié aux éditions Stock. Elle y décortique, notamment à travers d'exemples issus de la série Grey's Anatomy, la culture populaire pour analyser son rôle dans l'émancipation des minorités,. Elle explore les différentes représentations des séries télévisées, mais aussi l'influence des réseaux sociaux. Elle pointe du doigt la récupération des combats féministes et anti-racistes,. 
En mars 2023, elle publie son deuxième ouvrage Selfie, comment le capitalisme contrôle nos corps aux éditions Stock, une enquête qui dans la continuité de Miroir, miroir, évoque les représentations et injonctions liés au corps. Elle se base notamment sur l'utilisation des réseaux sociaux, de la culture de l'influence et du néo-libéralisme pour comprendre comment les minorités raciales et de genre sont enfermées dans des normes établies. Le self-care, le développement personnel, la skincare, la chirurgie esthétique, la photographie, les régimes, le body positive et les salles de sport constituent des chapitres.  
Depuis 2020, elle est chargée d'enseignement au sein de l'UFR Arts et Médias à l'université Sorbonne-Nouvelle.   

## Distinction
Jennifer Padjemi reçoit un Out d'or du meilleur podcast lors de cérémonie annuelle organisée en France par l'Association des journalistes LGBT, en 2019, pour l'épisode 5 « Les hommes gays dans le reflet de la pop culture » de son podcast Miroir, miroir (Binge Audio). 

## Nomination
Jennifer Padjemi a été nommée pour le Prix du meilleur essai féministe Causette en 2021 pour Féminismes et pop culture.
Jennifer Padjemi a été nommée pour le Prix Livre et Droits Humain en 2023 pour Selfie : comment le capitalisme contrôle nos corps.